# Mário Araripe
Mário Araújo Alencar Araripe (Crato, 20 de dezembro de 1954) é um engenheiro e empresário brasileiro. É dono da Casa dos Ventos e foi o fundador da montadora Troller.

## Biografia
Foi fundador da Troller, montadora de jipes brasileira. Em 2006, vendeu a montadora para a Ford por 500 milhões de reais. Com o dinheiro adquirido, investiu no ramo da energia eólica, logo se tornando o maior empresário do ramo. No ano seguinte à venda da montadora, fundou a empresa Casa dos Ventos, que até 2018 foi a maior empresa de geração eólica do Brasil. Em 2016, vendeu dois de seus parques eólicos para a empresa britânica Cubico por 2 bilhões de reais, os parques vendidos foram Ventos do Araripe I, no Piauí, e o Ventos de Santa Brígida, em Pernambuco. Em 2017, inaugurou o maior parque eólico do Brasil na época, o Ventos do Araripe III, localizado na Chapada do Araripe; o parque recebeu um investimento de 1,8 bilhão de reais.
Em 2020, o CADE autorizou a AES Tietê comprar o complexo eólico Ventos de Santa Teresa, a ser instalado em Maracanaú, no Ceará, com capacidade de pelo menos 420 megawatts.